# Chrząszcze drapieżne Argentyny
Chrząszcze drapieżne Argentyny – ogół taksonów owadów z podrzędu chrząszczy drapieżnych (Adephaga), których występowanie stwierdzono na terenie Argentyny.
lista nie jest kompletna

## Geadephaga

### Biegaczowate(Carabidae)
W Argentynie stwierdzono m.in.:

#### Brachininae
- Brachinus argentinicus
- Brachinus bilineatus
- Brachinus bruchi
- Brachinus fuscicornis
- Brachinus immarginatus
- Brachinus marginellus
- Brachinus nigripes
- Brachinus pallipes
- Brachinus vicinus
- Pheropsophus aequinoctialis

#### Broscinae
- Barypus calchaquensis
- Barypus comechingonensis
- Barypus pulchellus
- Barypus rivalis
- Barypus chubutensis
- Barypus clivinoides
- Barypus dentipenis
- Barypus deplanatus
- Barypus flaccus
- Barypus gentilii
- Barypus giaii
- Barypus longitarsis
- Barypus mendozensis
- Barypus minus
- Barypus neuquensis
- Barypus painensis
- Barypus schajovskoii
- Barypus sulcatipenis
- Cascellius gravesii
- Cascellius septentrionalis
- Creobius eydouxii
- Nothocascellius aeneoniger
- Nothocascellius hyadesii

#### Carabinae
- Calosoma bridgesi
- Calosoma argentinensis
- Calosoma granulata
- Calosoma retusa
- Calosoma vagans
- Ceroglossus buqueti
- Ceroglossus chilensis
- Ceroglossus darwini
- Ceroglossus suturalis

#### Cicindinae
- Cicindis horni

#### Trzyszczowate(Cicindelinae)
- Cicindela gormazi
- Megacephala aequinoctialis
- Megacephala affinis
- Megacephala brasiliensis
- Megacephala bucephala
- Megacephala cruciata
- Megacephala distinguenda spp. distinguenda spp. biprolongata
- Megacephala femoralis
- Megacephala fulgida
- Megacephala germaini
- Megacephala limata
- Megacephala nigricollis
- Megacephala prolongata
- Megacephala sobrina
- Megacephala tremolerasi
- Oxychila femoralis
- Oxychila germaini
- Oxychila labiata
- Pycnochila fallaciosa

#### Harpalinae
- Abropus carnifex
- Acupalpus cinctipennis
- Acupalpus dimidiatus
- Aephnidius bonariensis
- Agonum bonariense
- Agonum discosulcatum
- Agonum fuscoaeneum
- Agonum lineatopunctatum
- Agonum quadricolle
- Alachnothorax bruch
- Allendia chilensis
- Anchonoderus tucumanus
- Anisotarsus chalceus
- Anisotarsus cupripennis
- Anisotarsus posticus
- Anisotarsus tucumanus
- Antarctia aenea
- Antarctia bonariensis
- Antarctia canotae
- Antarctia circumfusa
- Antarctia gilvipes
- Antarctia harpaloides
- Antarctia marginata
- Antarctia nitens
- Antarctia nitida
- Apenes aenea
- Apenes bonariensis
- Apenes ovipennis
- Apenes umbrosa
- Apenes vianai
- Brachygnathus fervidus
- Brachygnathus muticus
- Brachygnathus pyropterus
- Barysomus argentinus
- Calleida chaudoiri
- Calleida cupreolimbata
- Calleida feana
- Calleida honesta
- Calleida obscura
- Calleida suturalis
- Calybe inaequalis
- Catascopellus crassiceps
- Chlaenius lateralis
- Chlaenius platensis
- Chlaenius violatus
- Chlaenius virescens
- Cnemacanthus waterhousei
- Colliuris arrowi
- Colliuris bruchi
- Colliuris crispa
- Colliuris crispella
- Colliuris gestroi
- Colliuris ogloblini
- Colliuris rufipes
- Colliuris rugicollis
- Colliuris trimaculata
- Coptia armata
- Coptia marginicollis
- Criniventer rufus
- Crossonychus viridis
- Cteatus bruchi
- Cynthidia cancellata
- Cynthidia planodisca
- Cynthidia planodisca
- Cymindidius cruciger
- Cymindidius trivittis
- Dromius nigrofasciatus
- Ega argentina
- Eutogenius fuscus
- Eutogenius magellanicus
- Galerita bruchi
- Galerita collaris
- Galerita costalimai
- Galerita lacordairei
- Galerita occidentalis
- Galerita orbignyi
- Galerita tucumana
- Grammica hexasticta
- Harpalus octopunctatus
- Harpalus silipes
- Helluomorpha femorata
- Helluomorpha rubricollis
- Helluomorpha sinuata
- Inna atrata
- Lebia decora
- Lebia dentipicta
- Lebia epigramma
- Lebia flavofasciata
- Lebia lapaza
- Lebia obliquata
- Lebia perspicillaris
- Lebia platensis
- Lebia rhyticrania
- Lebia rugiceps
- Lebia securigera
- Lebia striata
- Lebia tigrana
- Lebia tremolerasi
- Lebia trisignata
- Lebia venustula
- Lebia vianai
- Lebia vittigera
- Leptotrachelus brevicollis
- Leptotrachelus bruchi
- Leptotrachelus parallelus
- Lia clavata
- Loxandrus argentinus
- Loxandrus confusus
- Loxandrus integer
- Loxandrus irinus
- Loxandrus posticus
- Loxandrus simplex
- Loxandrus tucumanus
- Microletes platensis
- Mimodromius gracilis
- Mimodromius lepidus
- Mimodromius lojanus
- Mimodromius phaeoxanthus
- Mimodromius puncticeps
- Mimodromius solieri
- Mimodromius vianai
- Mimodromius wagneri
- Paramecus cylindricus
- Pelecium violaceum
- Pionycha maculata
- Pionycha pallens
- Pionycha tristis
- Plagiotelum irinum
- Pleuracanthus cribricollis
- Pleuracanthus lacordairei
- Polpochila flavipes
- Propionycha argentinica
- Propionycha bruchi
- Pseudomorpha argentina
- Pseudaptinus argentinucus
- Pseudaptinus borgmeieri
- Pseudaptinus bruchi
- Pseudaptinus brunneus
- Pseudaptinus fluvialis
- Pseudaptinus mimicus
- Pterostichus alatus
- Pterostichus apicalis
- Pterostichus assimilis
- Pterostichus audouini
- Pterostichus bohemani
- Pterostichus bonariensis
- Pterostichus brulléi
- Pterostichus chalceus
- Pterostichus cordicollis
- Pterostichus lacordairei
- Pterostichus laterestriatus
- Pterostichus lucidus
- Pterostichus moerens
- Pterostichus oblitus
- Pterostichus striatulus
- Pterostichus submetallicus
- Pterostichus unistriatus
- Pterostichus vagans
- Pylartesius strandi
- Schidonychus brasiliensis
- Selenophorus anceps
- Selenophorus antarcticus
- Selenophorus barysomoides]
- Selenophorus discopunctatus
- Selenophorus lacordairei
- Selenophorus lubricipes
- Selenophorus lugubris
- Selenophorus marginepilosus
- Selenophorus obtusus
- Selenophorus pampicola
- Selenophorus promptus
- Selenophorus punctulatus
- Selenophorus steinheili
- Stenocrepis laevigata
- Tetragonoderus chalceus
- Tetragonoderus chilensis
- Trichognathus marginipennis
- Zuphium argentinicum
- Zuphium bruchi

#### Migadopinae
- Antarctonomus complanatus
- Lissopterus hyadesi spp. falklandicus
- Lissopterus quadrinotatus
- Migadopidius bimaculatus
- Migadops lata spp. lata spp. lebruni
- Pseudomigadops darwini
- Pseudomigadops falklandica
- Rhytidognathus ovalis

#### Paussinae
- Ozaena convexa
- Ozaena grossa
- Ozaena linearis
- Pachyteles gracilis
- Physea setosa

#### Scaritinae
- Ardiostomus semipunctatus
- Aspidoglossa intermedia
- Camptodontus crenatus
- Clivina bicolor
- Clivina burmeisteri
- Clivina macularis
- Clivina media
- Clivina pampicola
- Clivina pravei
- Distichus ebeninus
- Distichus muticus
- Dyschirius pampicola
- Scarites bruchi
- Scarites paraguayensis
- Schizogenius clivinoides
- Stratiotes stenocephalus
- Taeniolobus bonariensis

#### Trechinae
- Aemalodera centromaculata
- Bembidion bonariense
- Bembidion chaudoirianum
- Bembidion cillenoides
- Bembidion convergens
- Bembidion cordillerae
- Bembidion discoideum
- Bembidion duvali
- Bembidion engelharti
- Bembidion jacobseni
- Bembidion jensen-haarupi
- Bembidion lonae
- Bembidion mendocinum
- Bembidion mirasoi
- Bembidion pallideguttula
- Bembidion peterseni
- Bembidion proportionale
- Bembidion ryei
- Bembidion strobeli
- Bembidion tunuyanense
- Kenodactyllus audouini
- Merizodus soledadinus
- Nothotrechisibus hornensis
- Ochtozetus bicolor
- Trechisibus antarcticus
- Trechisibus australis
- Trechisibus bruchi
- Trechisibus darwini
- Trechisibus levatus
- Tachys andina
- Tachys argentinica
- Tachys bonariensis
- Tachys jeppesenii
- Tachys laevigata
- Tachys mendocina
- Tachys univittata

### Trachypachidae
W Argentynie stwierdzono m.in.:
- Systolosoma brevis

## Hydradephaga

### Flisakowate(Haliplidae)
W Argentynie stwierdzono m.in.:
- Haliplus bachmanni
- Haliplus bonariensis
- Haliplus drechseli
- Haliplus gravidus
- Haliplus indistinctus
- Haliplus maculicollis
- Haliplus oblongus
- Haliplus ornatipennis
- Haliplus subseriatus
- Haliplus testaceus

### Krętakowate(Gyrinidae)
W Argentynie stwierdzono m.in.:
- Andogyrus ellipticus
- Andogyrus seriatopunctatus
- Gyretes bruchi
- Gyretes cincta
- Gyretes dorsalis
- Gyretes glabrata
- Gyretes levis
- Gyretes meridionalis
- Gyretes pygmaea
- Gyretes sexualis
- Gyretes suntheimi
- Gyrinus aequatorius
- Gyrinus argentinus
- Gyrinus continuus
- Gyrinus gibbus
- Gyrinus ovatus
- Gyrinus violaceus

### Noteridae
W Argentynie stwierdzono m.in.:

- Canthydrus balzani
- Canthydrus brevicornis
- Canthydrus bruchi
- Canthydrus cribrosus
- Canthydrus flavolineatus
- Canthydrus flavopictus
- Canthydrus obesus
- Canthydrus obscuripennis
- Canthydrus ovatus
- Canthydrus pinguiculus
- Canthydrus remator
- Canthydrus rotundatus
- Canthydrus rubripes
- Canthydrus rufipes
- Canthydrus transversus
- Hydrocanthus atripennis
- Hydrocanthus debilis
- Hydrocanthus fasciatus
- Hydrocanthus laevigatus
- Hydrocanthus socius
- Notomicrus brevicornis
- Notomicrus reticulatus
- Pronoterus punctipennis
- Suphis cimicoides
- Suphis notaticollis
- Suphisellus grammicus
- Suphisellus grossus
- Suphisellus infuscata
- Suphisellus nigrinus
- Suphisellus variicollis

### Pływakowate(Dytiscidae)
W Argentynie stwierdzono m.in.:

- Bidessus acuminatus
- Bidessus affinis
- Bidessus bifasciatus
- Bidessus bonariensis
- Bidessus crassus
- Bidessus cruciatus
- Bidessus curticornis
- Bidessus flavofasciatus
- Bidessus maculatus
- Bidessus percosioides
- Bidessus silvestrii
- Bidessus uruguensis
- Celina angustata
- Celina bruchi
- Celina debilis
- Celina latipes
- Celina mucronata
- Celina parallela
- Celina punctata
- Celina subcylindrica
- Copelatus caelatipennis
- Copelatus consors.
- Copelatus dimorphus
- Copelatus incognitus
- Copelatus integer
- Copelatus longicornis
- Copelatus restrictus
- Copelatus silvestrii
- Desmopachria brevicollis
- Desmopachria concolor
- Desmopachria grana
- Desmopachria grouvellei
- Desmopachria mendozana
- Desmopachria nitida
- Desmopachria ovalis
- Desmopachria subtilis
- Desmopachria suturalis
- Derovatellus bruchi
- Hydaticus rectus
- Hydaticus xanthomelas
- Hydrovatus crassulus
- Hydrovatus turbinatus
- Laccophilus angustus
- Laccophilus gounellei.
- Laccophilus latipes
- Laccophilus nigricans
- Laccophilus notatus
- Laccophilus nubilus
- Laccophilus obliquatus
- Laccophilus paraguensis
- Laccophilus preparvulus
- Laccophilus tarsalis
- Laccophilus testudo
- Laccornis lugubris
- Lancetes angusticollis
- Lancetes arauco
- Lancetesborellii
- Lancetes claussi
- Lancetes flavipes
- Lancetes flavoscutatus
- Lancetes immarginatus
- Lancetes marginata
- Lancetes mixtus
- Lancetes nigriceps
- Lancetes nordenskjöldi
- Lancetes praemorsus
- Lancetes subseriata
- Lancetes theresae
- Lancetes towianicus
- Lancetes varius
- Leuronectes curtula
- Leuronectes gaudichaudi
- Liodessus delfini
- Macrovatellus haagi
- Macrovatellus lateralis
- Megadytes carcharias
- Megadytes gigantea
- Megadytes glaucu
- Megadytes laevigata
- Megadytes lata
- Megadytes marginithorax
- Megadytes puncticollis
- Megadytes robusta
- Pachydrus globosus
- Platynectes magellanicus
- Platynectes paranana
- Pachydrus obesus
- Rhantus calidus
- Rhantus limbatus
- Rhantus nitidus
- Rhantus signatus
- Rhantus validus
- Thermonetus alfredi
- Thermonetus margineguttata
- Thermonetus simulator
- Thermonetus succincta
- Vatellus tarsatus